# Шаркова, Ольга Алексеевна
Ольга Алексеевна Шаркова (урождённая Сидорова, род. 5 мая 1968, Куйбышев, СССР) — советская и российская фехтовальщица на рапирах, серебряный призёр чемпионатов мира, чемпионка Европы, участница Олимпийских игр 1996 и 2000 года.

## Биография
Ольга Сидорова родилась 5 мая 1968 года в Куйбышеве. Окончила Куйбышевский государственный педагогический институт.
Тренер — Виктор Михайлович Вдовин.
В 1987 году Ольга Сидорова стала бронзовой медалисткой на Универсиаде 1987 года в командной рапире.
В 1990 году на чемпионате мира в Лионе становится серебряной медалисткой в командных соревнованиях по фехтованию на рапирах вместе с Ольгой Величко, Татьяной Садовской и Еленой Гришиной. В личном зачёте (рапира) Ольга заняла 12-е место. В этом же году становится чемпионкой СССР по фехтованию на рапирах.
На чемпионате мира 1991 года в Будапеште Ольга берёт серебро в командной рапире вместе с Ольгой Величко, Татьяной Садовской, Еленой Гликиной и Татьяной Напалковой, а в личном зачёте становится 38-й.
В 1994 году выигрывает чемпионат России по фехтованию на рапирах.
В 1996 году Ольга Шаркова выступила на Олимпийских играх в Атланте, где в личном зачёте фехтования на рапирах заняла 20-е место, а в командной рапире сборная России заняла 6-е место.
В 2000 году становится чемпионкой Европы в командном первенстве фехтования на рапирах вместе с Екатериной Юшевой, Светланой Бойко и Беллой Нусуевой. На Олимпиаде 2000 года в Сиднее в командной рапире сборная России занимает 5-е место, а в личном первенстве Ольга занимает 23-е место.
По состоянию на 2025 год Ольга Шаркова является тренером по фехтованию на рапирах в СШОР № 5 в Самаре.

## Результаты

### Олимпийские игры
| Дисциплина       | 1996 | 2000 |
| ---------------- | ---- | ---- |
| Рапира           | 20   | 23   |
| Командная рапира | 6    | 5    |

### Чемпионаты мира
| Дисциплина       | 1990 | 1991 | 1993 | 1994 | 1995 | 1997 |
| ---------------- | ---- | ---- | ---- | ---- | ---- | ---- |
| Рапира           | 12   | 38   | 54   | 21   | 27   | 12   |
| Командная рапира | 2    | 2    | 5    | 8    | 5    | 13   |

### Чемпионаты Европы
| Дисциплина       | 1994 | 2000 |
| ---------------- | ---- | ---- |
| Рапира           | 25   | 8    |
| Командная рапира | —    | 1    |